# Michael Sinn

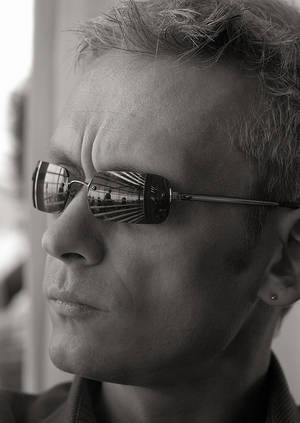
Michael Sinn, vor 2010

Michael H. Sinn (* 5. März 1967 in Wien; † 18. November 2020 in Frauenfeld) war ein österreichischer Fotograf.

## Leben
Sinn hat den Beruf des Goldschmieds erlernt, den er mehrere Jahre im elterlichen Betrieb ausübte. Danach wechselte er in die IT-Branche, wo er als Netzwerkadministrator tätig war. Obwohl er die Fotografie mehrere Jahre nur als Hobby sah, konnte er 2004 erste Erfolge in Österreich und Deutschland verzeichnen. Es folgten Auszeichnungen an Fotografie-Wettbewerben, Shootingaufträge und der erste eigene Fotobildband „Art and Sense“.
Ab Mai 2008 lebte Sinn in der Schweiz, wo er als selbständiger Fotograf arbeitete. Neben Ausstellungen, Schulungen für Profi- und Amateurfotografen, Publikationen in Bildbänden, Fachbüchern und Zeitschriften und Auftragsshootings arbeitete er auch an künstlerischen Projekten.

## Werk
Bekannt wurde Michael H. Sinn vor allem durch seine ästhetischen Aktfotografien und charakterstarken Porträtaufnahmen.
- Ausstellungen in Münster 2007 und Wien 2008
- Offizieller Kalender Nikon Austria 2007 und 2008
- Publikation in „Marquis – Fetish Model Directory“ 2004, „Strip Session – fine art nude photography“ 2004, „Aktgalerie.de – erotische Aktfotografie in Perfektion“ 2005, „Big Book of Boobs“ Edition Skylight 2005, „Hot Cheeks Two“ Edition Skylight 2006, „STERN View Magazin“ 2007
- Erster eigener Bildband „Art and Sense“ 2006, Auflage 1000 Stück, handnummiert und -signiert
- Gewinner des Tamron Photocontests 9/2004
- Goldmedaille beim internationalen Fotowettbewerb SUPER CIRCUIT 2007 in der Kategorie „Portrait“
- Shootings mit Persönlichkeiten aus Musik, Sport und Unterhaltung: DJ Bobo, Nancy Baumann, Christina Surer, Pascal Zuberbühler, Harri Stojka, Peter Steiner, Gunvor Guggisberg, Björn Dunkerbeck, Fannie Luescher, Eve Kay u. v. m.
- 2009: Lancierung des Projekts „Odie meets“ mit medialer Unterstützung der Schweizer Illustrierten